# Festival Omladina 1962.
Festival Omladina, glazbeni festival u Subotici 1962. godine.
Festival je namijenjen mladim skladateljilma i mladim pjevačima. Izvode se kompozicije koje su prošle na natječaju alternativbo ( u dvije izvedbe i u dva različita aranžmana ).
Popis pjesama, autora glazbe, autora teksta i izvođača :
1. Susret ( K. Kovač Bogdan - Stojadinović ) - Eva Brleković - Svetozar Litavski 
2. Vedri nokturno ( M. Radić - Toma Adnim ) - Marija Vuković - Katarina Dorožmai
3. Samo iluzije ( Ferid Mujković - Ivan Perčić ) - Marija Vuković - Balaž Aranjoš
4. Vizija ( Gojko Novaković - Gojko Novaković ) - Teri Kovač - Imre Juhas 
5. Sumrak ( Silvester Levai -Branko Temunović ) - Naum Burnazov -Marika Matijević 
7. Poljubac kraj reke ( Anton Zupanc - Anton Zupanc ) - Katarina Dorožmai - Duo Stevanov
8. Priča barke ( Kornelije Kovač - Bogdan Stojadinović ) - Teri Kovač - Ištvan Nađ 
9. Sve devojke - ( Anton Zupanc - Anton Zupanc ) - Svetozar Litavski - Margita Pastor
10. Mala kafana ( Silvester Levai ) - Franjo Niderholcer - Marika Matijević 
11. Maturant ( Silvester Levai - Branko Temunović ) - Margita Pastor - Marika Matijević
12. Ljubavne želje ( Anton Zupanc ) - ......................................
```
   Nagrade stručnog žirija  1. Kornelije Kovač ( Susret  )
                            2. Gojko Novaković ( Vizija )
                            3. Silvester Levai ( Sumrak )
  
   Nagrada za najmlađeg kompozitora : Silvester Levai Sumrak )
   Nagrada publike : Silvester Levai ( Sumrak )
   Nagrada za tekst Bogdanu Stojadinoviću ( Susret )
```

## Vanjske poveznice
- (srp.) Festival Omladina  Arhivirana inačica izvorne stranice od 29. prosinca 2018. (Wayback Machine)
- (srp.) Facebook
- (srp.) Subotica.com